# Giromanzia
La giromanzia era una pratica divinatoria che consisteva nel far camminare un gruppo di persone attorno a una circonferenza su cui erano segnati dei simboli o delle lettere; a seconda dell'ordine dei simboli in prossimità dei quali le persone cadevano stordite si traeva il presagio o il pronostico.
Il termine è la composizione delle parole greche γῦρος (gŷros, "circolo") e μαντεία (mantéia, "divinazione").